# Rockwell-MBB X-31
Rockwell-Messerschmitt-Bölkow-Blohm X-31 là một mẫu máy bay dùng để thử nghiệm công nghệ động cơ thay đổi hướng phụt TVC.
Máy bay được thiết kế và chế tạo bởi Rockwell và Messerschmitt-Bölkow-Blohm (MBB), trong khuôn khổ chương trình hợp tác giữa Mỹ và Đức nhằm cải thiện khả năng thao diễn của máy bay chiến đấu. Hệ thống điều khiển bay tiên tiến sẽ kiểm soát máy bay ở góc tấn lớn, giúp máy bay không bị mất điều khiển do hiện tượng tròng trành. Đã có hai chiếc máy bay được sản xuất thử nghiệm.

## Thiết kế và phát triển
Chiếc X-31 được thiết kế với khung thân hoàn toàn mới, mặc dù nó vay mượn rất nhiều từ các thiết kế của các mẫu máy bay khác, bao gồm cả chương trình máy bay thử nghiệm của Anh (X-31 đã sử dụng thiết kế cánh với cánh canard cùng với cửa hút khí vào động cơ bên dưới thân máy bay), thiết kế cánh và cửa hút khí của chiếc TKF-90 của Đức, thiết kế thân trước của F/A-18 Hornet, bao gồm buồng lái, ghế phóng thoát hiểm, các máy phát điện, thiết kế càng hạ cánh, bơm nhiên liệu, nguồn điện khẩn cấp từ F-16 Fighting Falcon, F-16XL, V-22 Osprey, Cessna Citation, F-20 Tigershark (hệ thống đánh lửa động cơ khẩn cấp bằng hydrazine) và B-1 Lancer. Nhờ đó, việc phát triển máy bay X-31 đã được rút ngắn đi rất nhiều.
Hai nguyên mẫu X-31 đã được chế tạo, và bay thử lần đầu vào ngày 11/10/1990. X-31 có cánh dạng delta và bổ sung cánh mũi kiểm soát góc chúc/ngẩng của máy bay, ngoài ra máy bay còn được tăng thêm độ cơ động nhờ trang bị động cơ kiểm soát vec tơ lực đẩy TVC. Cánh mũi là dạng thiết kế đã từng được áp dụng trên máy bay chiến đấu Saab Viggen, và sau đó, là các mẫu máy bay như Eurofighter Typhoon, Dassault Rafale, Gripen. Cánh của máy bay X-31 có dạng delta với góc khác nhau, giống với Saab 35 Draken và nguyên mẫu F-16XL (kiểu cánh này gọi là cranked arrow wing). X-31 có cánh vây bụng ở phần thân sau cùng với cánh mũi được điều khiển bằng máy tính giúp cải thiện độ ổn định và khả năng thao diễn. Máy bay không có cánh đuôi ngang, chỉ có cánh đuôi đứng cùng với cánh lái. Chuyển động chúc/ngẩng và lộn vòng được kiểm soát nhờ động cơ có 3 tấm để lái luồng phụt phản lực. Trong quá trình bay mô phỏng, các kỹ sư đã nhận thấy chiếc X-31 có khả năng giữ ổn định dù không có cánh đuôi ngang, máy bay vẫn ổn định là nhờ có động cơ thay đổi được hướng của luồng phụt phản lực.
Trong quá trình thử nghiệm, máy bay X-31 đã đạt được những cột mốc quan trọng. Ngày 6/11/1992, X-31 đã đạt góc tấn 70° nhưng vẫn trong trạng thái kiểm soát. 29/4/1993, nguyên mẫu X-31 thứ 2 đã thực hiện thành công một góc ngoặt gấp tới 180°, vẫn duy trì độ ổn định dù đã vượt quá góc tấn thông thường. Động tác ngoặt gấp này về sau đã được gọi là động tác "cơ động Herbst" theo tên của Tiến sĩ Wolfgang Herbst, một nhân viên của MBB và là người đề xuất sử dụng phương pháp bay này trong không chiến. Herbst là chuyên gia của Rockwell SNAKE, nền tảng của chiếc X-31.
Giữa những năm 1990, chương trình được hồi sinh trở lại, Mỹ và Đức đã ký Biên bản ghi nhớ vào tháng 4 năm 1999 để bắt đầu hợp tác trong chương trình VECTOR trị giá 53 triệu đô. Chương trình phát triển máy bay siêu cơ động VECTOR là dự án có sự tham gia của Hải quân Mỹ, công ty quốc phòng BWB của Đức, công ty Phantom Works của Boeing và DASA; ban đầu, dự kiến sẽ có sự tham gia của Thụy Điển, nhưng quốc gia này đã rút lui do những hạn chế về tài chính.

## Đặc điểm kỹ thuật (X-31)
Dữ liệu lấy từ Jane's All The World's Aircraft 1993–94
Đặc tính tổng quan
- Kíp lái: 1
- Chiều dài: 13,21 m (43 ft 4 in)[chuyển đổi: số không hợp lệ]
- Sải cánh: 7,26 m (23 ft 10 in)[chuyển đổi: số không hợp lệ]
- Chiều cao: 4,44 m (14 ft 7 in)[chuyển đổi: số không hợp lệ]
- Diện tích cánh: 226,3 m2 (2.436 foot vuông)[chuyển đổi: số không hợp lệ]
- Kết cấu dạng cánh: Rockwell 5.5%[8]
- Trọng lượng rỗng: 5.175 kg (11.409 lb)
- Trọng lượng có tải: 14.600 kg (32.187 lb)
- Trọng lượng cất cánh tối đa: 15.935 kg (35.131 lb)
- Động cơ: 1 × General Electric F404-GE-400 turbofan engine, 71 kN (16.000 lbf) thrust

Hiệu suất bay
- Vận tốc cực đại: 1.449 km/h (900 mph; 782 kn) [9]
- Vận tốc cực đại: Mach 1.28
- Trần bay: 12.200 m (40.026 ft)
- Vận tốc lên cao: 218 m/s (42.900 ft/min)
- Tải trên cánh: 64,5 kg/m2 (13,2 lb/foot vuông)[chuyển đổi: số không hợp lệ]

## Thư viện ảnh
Rockwell MBB X-31
- X-31 Quasi-Tailless (without fin and rudder). Artist Concept
- Performing a high angle of attack manoeuvre
- Front-side view of the X-31 in Oberschleißheim, Germany
- X-31 Quasi-Tailless (without fin and rudder). Artist Concept
- X-31 No.2
- X-31 No.1 showing its three thrust vectoring paddles (1993)
- The Kiel probe showing inside the tube. This unheated probe caused the loss of X-31 No.1 due to icing.
- The Kiel probe side view
- X-31 VECTOR demonstrating an extremely short landing at very high angle of attack